# Euacidalia nigridaria
Euacidalia nigridaria là một loài bướm đêm trong họ Geometridae.